# IMyFone
深圳麥風科技有限公司，簡稱iMyFone，是一家面向iOS和Android裝置、Windows PC和Mac系統的應用軟體開發企業，2015年3月成立。主要開發的軟體包括數據恢復軟體D-Back、iOS系統修復軟體 Fixppo、LINE資料管理軟體iTransor for WhatsApp、影片編輯軟體Filme等。

## 發展歷程
2015年3月，iMyFone 成立。
2015年，發布智慧手機和PC進行數據恢復軟體，iMyFoneD-Back。
2018年，iPhone&Android軟體 Lockwiper，Lockwiper Android。
2019年，WhatsApp管理工具iMyFone iMyTrans發佈。
2020年，影片編輯軟體iMyFoneFilme，PC檔案救援軟體iMyFone D-Back for PC發佈。
2021年，AI語音轉換器iMyFoneMagicMic，屏幕鏡像軟體iMyFoneMirrorTo發佈。
2022年，AI文本轉語音軟體iMyFoneVoxBox，影音下載軟體iMyFone TopClipper發佈。
2023年，AI助手iMyFone ChatArt發佈。
2024年，AI生成影片軟體iMyFone Novi AI發佈。